# Коксунский сельский округ
Коксунский сельский округ (каз. Көксу ауылдық округі ) — административная единица в составе Абайского района Карагандинской области Казахстана. Административный центр — село Коксун.
Население — 1899 человек (2009; 2098 в 1999, 2564 в 1989).
По состоянию на 1989 год существовал Коксунский сельский совет (сёла Джартас, Зеленые Ключи, Коксун, Северное, Южное).

## Состав
В состав округа входят такие населённые пункты:
| Населённый пункт    | Население, человек (1989) | Население, человек (1999) | Население, человек (2009) |
| ------------------- | ------------------------- | ------------------------- | ------------------------- |
| Жартас, село        | 431                       | 368                       | 357                       |
| Зеленые Ключи, село | 471                       | 184                       | 49                        |
| Коксун, село        | 722                       | 639                       | 632                       |
| Северное, село      | 379                       | 286                       | 254                       |
| Южный, село         | 561                       | 621                       | 607                       |